# Pfarrkirche Asten

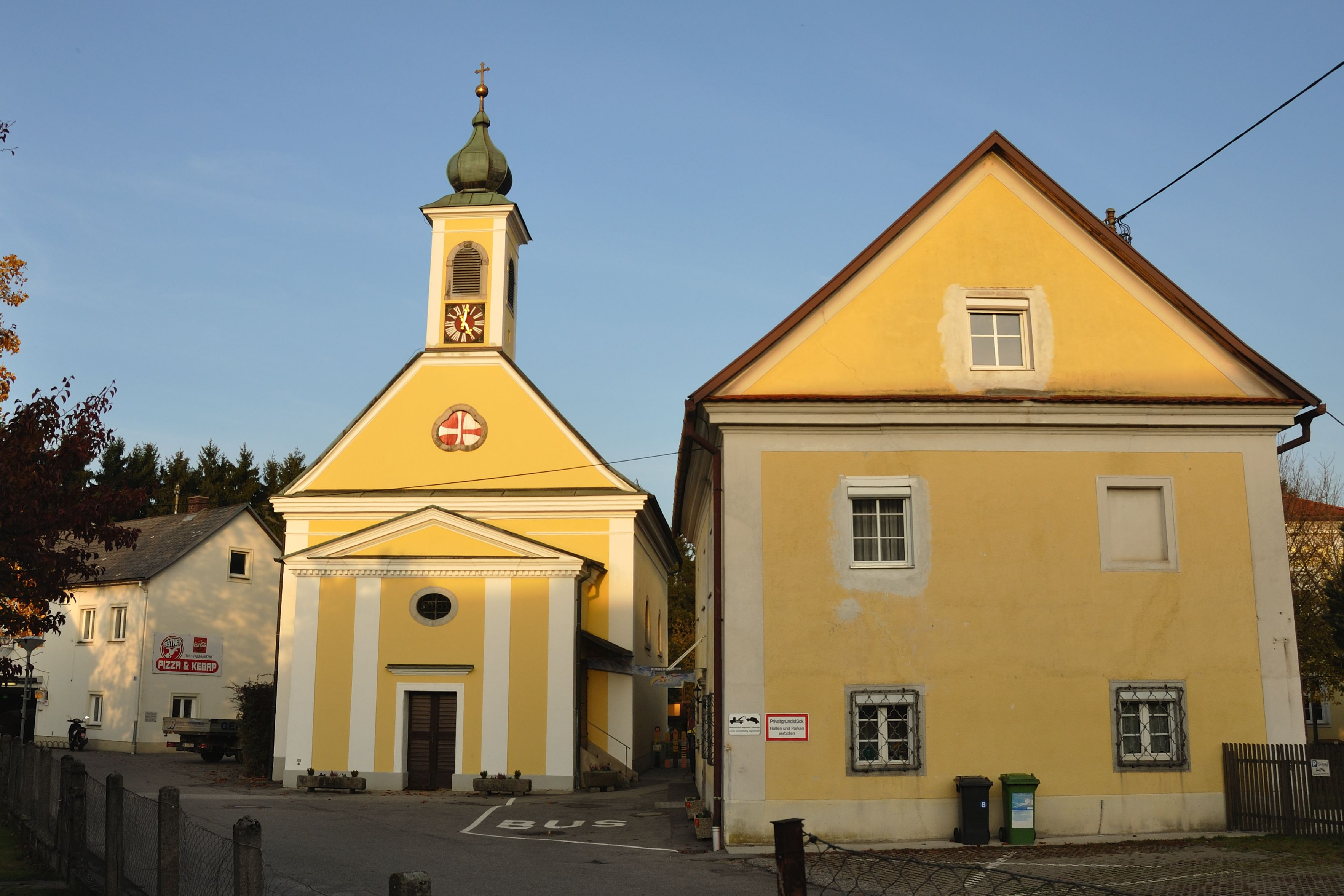
Pfarrkirche hl. Jakob in Asten

Die Pfarrkirche Asten steht im Ort Asten in der Marktgemeinde Asten in Oberösterreich. Die römisch-katholische Pfarrkirche hl. Jakob – dem Stift Sankt Florian inkorporiert – gehört zum Dekanat Enns-Lorch in der Diözese Linz. Die Kirche steht unter Denkmalschutz.

## Geschichte
Die Kirche wurde 1724 erbaut.

## Architektur
Die kleine außen nüchterne barocke Kirche hat einen Dachreiter mit einem Zwiebelhelm über der Westgiebelfassade. Das Gewölbe des Langhauses hat drei schmale und zwei breitere Flachhängekuppeln aus 1792. Der kleine einjochige Chor ist stichkappengewölbt.

## Ausstattung
Die Kirche hat drei barocke Altäre. Das Hochaltarbild hl. Jakob malte Johann Georg Morzer (1759). Es gibt zwei schöne Statuen im Stil des Rokoko aus der Mitte des 18. Jahrhunderts. An der südlichen Langhauswand steht die spätgotische Statue hl. Nikolaus um 1510/1515.